# Bea Szenfeld
Beata "Bea" Szenfeld, född 23 december 1972 i Polen, är en sverigepolsk modedesigner. Hon är känd för sina konstnärliga, experimentella kreationer i ovanliga material och sammanhang, på gränsen mellan kläder och konst.

## Biografi

### Bakgrund och studier
Bea Szenfeld flyttade 1983 som barn från Polen till Göteborg tillsammans med sin mor, och bor numera i Stockholm.
2002 examinerades hon från Beckmans designhögskola. Hennes slutprojekt vann Hennes & Mauritz designstipendium.

### Modehus, TV-framträdanden
Efter examen 2002 startade hon sitt modehus under eget namn för kläddesign för kvinnor och män. Hon använder ofta gamla tyger, eller tyger från secondhandkläder, som material. I hennes vintagekollektioner blir detta mest synligt. Till exempel formger hon toppar, där ursprunget är väl synligt, men ut och in, eller bak och fram och omkonstruerade med hjälp av insyningar, blekningar, färgningar och applikationer för att skapa nya kreationer.
År 2003 vann Szenfeld TV3:s tävling och realityteveprogram Fashion House, som följde fem svenskar som under två månader i Rom tävlade mot andra unga europeiska designers om en tre-månaders praktik på modehuset Stella McCartney. Praktiken förlängdes till åtta månader. 

### Utställningar och specialkreationer
År 2005 skapade Szenfeld utställningen Too much is never enough, som bestod av egna verk på temat återbruk. Utställningen visades för allmänheten på Kulturen i Lund, Regionmuseet Kristianstad och Falkenbergs museum. Under Stockholm Fashion Week i augusti 2006 producerade Szenfeld en gemensam modevisning med Gunilla Pontén. Samma år tilldelades hon stipendium från Konstnärsnämnden för papperskollektionen Paper Dolls som ställdes ut på Liljevalchs konsthall under Vårsalongen 2007.
När den amerikanske modedesignern Tommy Hilfiger besökte Sverige 2007 formgav Szenfeld skyltfönstret till dennes butik. Hon har samarbetat med det japanska företaget Sanrio, som skapat Hello Kitty. Szenfeld har även formgivit inbjudningar åt festfixaren Micael Bindefeld. I samarbete med det italienska företaget Barilla har hon designat en klänning gjord av pasta.
I maj 2009 presenterade Szenfeld utomhusutställningen Träditioner på Kulturen i Lund, en tolkning av folkdräktstraditioner monterade runt trädstammar i Kulturens park. Hon presenterade en kollektion helt av plastmaterialet PVC på Elmia Polymermässan 2009.
Szenfeld har även gjort scenkläder och liknande åt artister som Loreen och Ola Salo. Vid prisutdelningen av Polarpriset i Stockholm 2010 bar musikern Björk Guðmundsdóttir en av Szenfelds kreationer. 2013 gjorde hon ett välgörenhetssamarbete med Granit med annorlunda formgivning och design av förvaringsboxar etc till förmån för den internationella barnhjälpsorganisationen Happy Children. Vid Stockholm Fashion Week våren 2014 visade hon en fantasifull "kollektion" med djurtema i papper. Dessa kreationer användes även av den amerikanska stjärnartisten Lady Gaga med dansare i musikvideon till låten "G.U.Y." vid samma tid. På Elle-galan 2014 tilldelades hon priset "Arets blickfång" för denna papperskollektion. År 2018 tilldelades Szenfeld uppdraget att designa Rosa Bandet som papperskreation.

### Övriga aktiviteter
Bea Szenfeld sitter i ledningen, den så kallade kärntruppen, för 2,6 miljonerklubben, som skapats och drivs av Alexandra Charles.
Hon var värd för Sommar i P1 på Sveriges Radio 7 augusti 2014 och medverkade också i SVT:s Sommarpratarna i oktober 2014.
Hon har varit vegetarian sedan barndomen och är sedan 1990-talet vegan.